# Shō Kō
Shō Kō (尚灝, chinois pinyin: Shàng Hào) (1787-1834) est un souverain du royaume de Ryūkyū, qui occupe le trône de 1804 à 1828, quand il est contraint d'abdiquer en faveur de son fils, Shō Iku. C'est la deuxième fois seulement dans l'histoire du royaume que le roi abdique, l'abdication en 1477 de Shō Sen'i étant la première.
Il est dit que vers la fin de son règne, le comportement de Shō Kō devient étrange, déséquilibré et imprévisible. Le sanshikan (le conseil des trois principaux conseillers ainés royaux) appelle le gouvernement du domaine de Satsuma au Japon et, avec son accord, contraint Shō Kō à abdiquer en 1828 et à se retirer à la campagne. Une mission d'émissaire se prépare à informer officiellement Pékin du changement de dirigeant, et un second manoir royal est créé à la campagne, pour maintenir le prestige et la dignité appropriée au statut de Shō Kō.
L'historien George H. Kerr suggère la possibilité que Shō Kō n'a pas, en fait, souffert d'une maladie mentale, mais plutôt envisagé des actions radicales telles que la recherche de l'indépendance du royaume de Satsuma, dont il est vassal tributaire, dans l'espoir que cela atténue les intenses difficultés économiques rencontrées par le royaume. Si tel est le cas, peut-être le sanshikan craignant qu'une telle action soit trop radicale et trop risquée, a senti la nécessité d'empêcher le roi d'aller jusqu'au bout.